# Krägeloher Berg
Der Krägeloher Berg ist eine rund 422 Meter hohe Erhebung im Norden der Stadt Breckerfeld, Ortsteil Waldbauer. Die Gipfellage ist nicht herausragend, da sich das im Osten, Norden und Westen umgebende Hügelland auf ähnlich hohem Niveau fortsetzt. Nach Süden hingegen fällt das Gelände rund 170 Höhenmeter zum Langscheider Bach, Krägeloher Bach oder Kalthauser Bach hin ab. Die Gipfellage wird agrarisch genutzt und ist im Nahbereich von den Breckerfelder Weilern und Höfen Ober- und Niederfeldhausen, Stenking, Krägeloh, Schaffland und Hagebeuken umgeben. Der steil abfallende südliche Hang ist bewaldet.
Bekannt ist die Erhebung durch das im Süden liegende gleichnamige Breckerfelder Naherholungsgebiet, das mit zahlreichen Wanderwegen erschlossen ist.